# Festival international du film de Mar del Plata 2018
Le Festival international du film de Mar del Plata 2018, 33e édition du festival, s'est déroulé du 10 au 17 novembre 2018.

## Déroulement et faits marquants
Le 17 novembre 2018, le palmarès est dévoilé. Le film espagnol Entre dos aguas de Isaki Lacuesta remporte l'Astor d'or du meilleur film. L'Astor du meilleur réalisateur est remis à Roberto Minervini pour What You Gonna Do When the World's on Fire?.

## Jury
- María Alché, actrice, réalisatrice et scénariste
- Maria Bonsanti, programmatrice
- Valérie Massadian, réalisatrice
- Luis Miñarro, producteur
- Andrei Ujica, réalisateur

## Sélection

### En compétition internationale
- Les Morts et les autres (Chuva é Cantoria na Aldeia dos Mortos) de João Salaviza et Renée Nader Messora  Portugal  Brésil
- In Fabric de Peter Strickland  Royaume-Uni
- Belmonte de Federico Veiroj  Uruguay  Mexique  Espagne
- A Portuguesa de Rita Azevedo Gomes  Portugal
- Yara de Abbas Fahdel  Liban  Irak  France
- Cassandro, El Exotico ! de Marie Losier  France
- Skate Kitchen de Crystal Moselle  États-Unis
- What You Gonna Do When the World's on Fire? de Roberto Minervini  Italie
- Entre dos aguas de Isaki Lacuesta  Espagne
- Vendrán las lluvias suaves de Iván Fund  Argentine
- Meurs, monstre, meurs (Muere, monstruo, muere) de Alejandro Fadel  Argentine  Chili
- Si Beale Street pouvait parler (If Beale Street Could Talk) de Barry Jenkins  États-Unis

### En compétition latino-américaine
- Rosita de Verónica Chen  Argentine
- Fausto de Andrea Bussmann  Mexique
- Bixa Travesty de Cláudia Priscilla et Kiko Goifman  Brésil
- Altiplano de Malena Szlam  Chili  Argentine
- Ante mis ojos de Lina Rodriguez  Colombie
- El cementerio se alumbra de Luis Alejandro Yero  Cuba
- La máxima longitud de un puente de Simón Vélez  Colombie  Argentine
- O órfão de Carolina Markowicz  Brésil
- Ojo malcriado de Luis Arnías  Venezuela
- Una vez la noche de Antonia Rossi  Chili
- Chubut, Libertad y Tierra de Carlos Echeverría  Argentine
- La migracion de Ezequiel Acuña  Pérou
- Las cruces de Teresa Arredondo  Chili
- La casa lobo de Joaquín Cociña et Cristóbal León  Chili
- Cómprame un revólver de Julio Hernández Cordón  Mexique  Colombie
- Introduzione all'oscuro de Gastón Solnicki  Argentine
- Para la guerra de Francisco Marise  Argentine  Espagne  Portugal  Panama

## Palmarès

### En compétition internationale
- Astor d'or du meilleur film : Entre dos aguas de Isaki Lacuesta.
- Astor du meilleur réalisateur : Roberto Minervini pour What You Gonna Do When the World's on Fire?.
- Astor de la meilleure actrice : Judy Hill pour son rôle dans What You Gonna Do When the World's on Fire?.
- Astor du meilleur acteur : Israel Gómez Romero pour son rôle dans Entre dos aguas.
- Astor du meilleur scénario : Belmonte de Federico Veiroj.
- Prix spécial du jury (ex-æquo): Les Morts et les autres (Chuva é Cantoria na Aldeia dos Mortos) de João Salaviza et Renée Nader Messora et Vendrán las lluvias suaves de Iván Fund.
- Prix du public : Si Beale Street pouvait parler (If Beale Street Could Talk) de Barry Jenkins.

### En compétition latino-américaine
- Meilleur long-métrage : Fausto de Andrea Bussmann.
- Mention spéciale : Las cruces de Teresa Arredondo.
- Meilleur court-métrage : El cementerio se alumbra de Luis Alejandro Yero.